# Felice Frasi
Felice Frasi (Piacenza, 16 marzo 1806 – Vercelli, 8 settembre 1879) è stato un organista e compositore italiano.

## Biografia
Studiò musica con lo zio materno, Benedetto Gregori, organista della cattedrale ed iniziò presto a suonare l'organo nella chiesa di S. Maria di Campagna in Piacenza. Il 12 marzo 1822 entrò al Conservatorio di musica di Milano, dove studiò pianoforte e composizione con Bonifazio Asioli, uscendone con la lode il 10 agosto 1827. Il 3 giugno 1826 aveva fatto rappresentare al Teatro alla Scala il melodramma in 2 atti La selva d'Hermanstadt su libretto di Felice Romani, che resse solo tre sere. Principali interpreti: il baritono Antonio Tamburini e il basso comico Giuseppe Frezzolini. L'ouverture fu pubblicata da Ricordi. Si dedicò in seguito alla musica sacra e nello stesso anno accettò il posto di maestro di cappella della Cattedrale di Vercelli (succedendo a Gian Domenico Perotti), dove restò per 18 anni. Nel 1839 ritornò a Piacenza, invitato a collaudare con un concerto il nuovo organo Lingiardi di S. Antonino.

## Insegnamento
Nel 1845 succedette al Vaccai come censore del Conservatorio di Milano. Frasi tenne il posto fino al 1848, quando si limitò all'insegnamento della composizione. Tra i suoi allievi ebbe Antonio Cagnoni, Franco Faccio e Amilcare Ponchielli. Essendo oggetto di contrasti, nel 1852 lasciò Milano e ritornò all'antico posto di Vercelli, dove teneva una scuola di pianoforte e canto corale e dirigeva la stagione d'opera al Teatro Civico. Nell'agosto 1864 venne insignito della croce di cavaliere mauriziano e il 13 novembre 1881 Vercelli, dove era stato applaudito cittadino onorario, gli dedicò un busto marmoreo, opera di Ercole Villa. Successivamente fu posto un medaglione nel vestibolo del teatro municipale di Piacenza. Alla morte Amilcare Ponchielli scrisse una Elegia funebre in onore di Felice Frasi per pianoforte. Oltre all'opera già citata, compose musica sacra fra cui: Messa di requiem per re Carlo Alberto, un Inno a S. Eusebio; Lamentazioni, Beatus vir, che furono oggetto di grande apprezzamento. Della musica sinfonica e pianistica conosciamo Ouverture a grande orchestra (edita da Lucca a Milano). Per organo sono editi i Versetti, alcune Pastorali e la sinfonia dalla Cantata Viva il gran Carlo Felice. Molte delle sue composizioni non sono ancora state pubblicate.

## Critica
Lo stile si presenta generalmente accurato ed elegante, sorretto da una facile e orecchiabile vena melodica. Dotato di geniale e vivace fantasia compositiva, presenta, specie nella musica sacra, una crescente predilezione per forme sobrie e raffinate. Le sue ultime opere denotano, a detta del Negri, "la propria esegesi soggettiva con linee magistrali e con intrecci ricchi di disegni melodici più puri" (p. 123). Le composizioni strumentali per organo presentano generalmente caratteri eterogenei che esplorano lo stile imitativo e fugato fino a raggiungere l'apoteosi ottocentesca dei ballabili a melodia spianata. In sintesi fu apprezzato sia come organista che come compositore sacro, forse meno come operista.

## Composizioni
- Melodramma in 2 atti La selva d'Hermanstadt su libretto di Felice Romani
- Sinfonia in Fa
- Messa di requiem per re Carlo Alberto
- Inno a S. Eusebio
- Lamentazioni
- Beatus vir
- Ouverture a grande orchestra
- Versetti per organo
- Sinfonia per organo dalla Cantata Viva il gran Carlo Felice
- Pastorali
- Messa pastorale
- Credo